# ラファエル・カザノバ

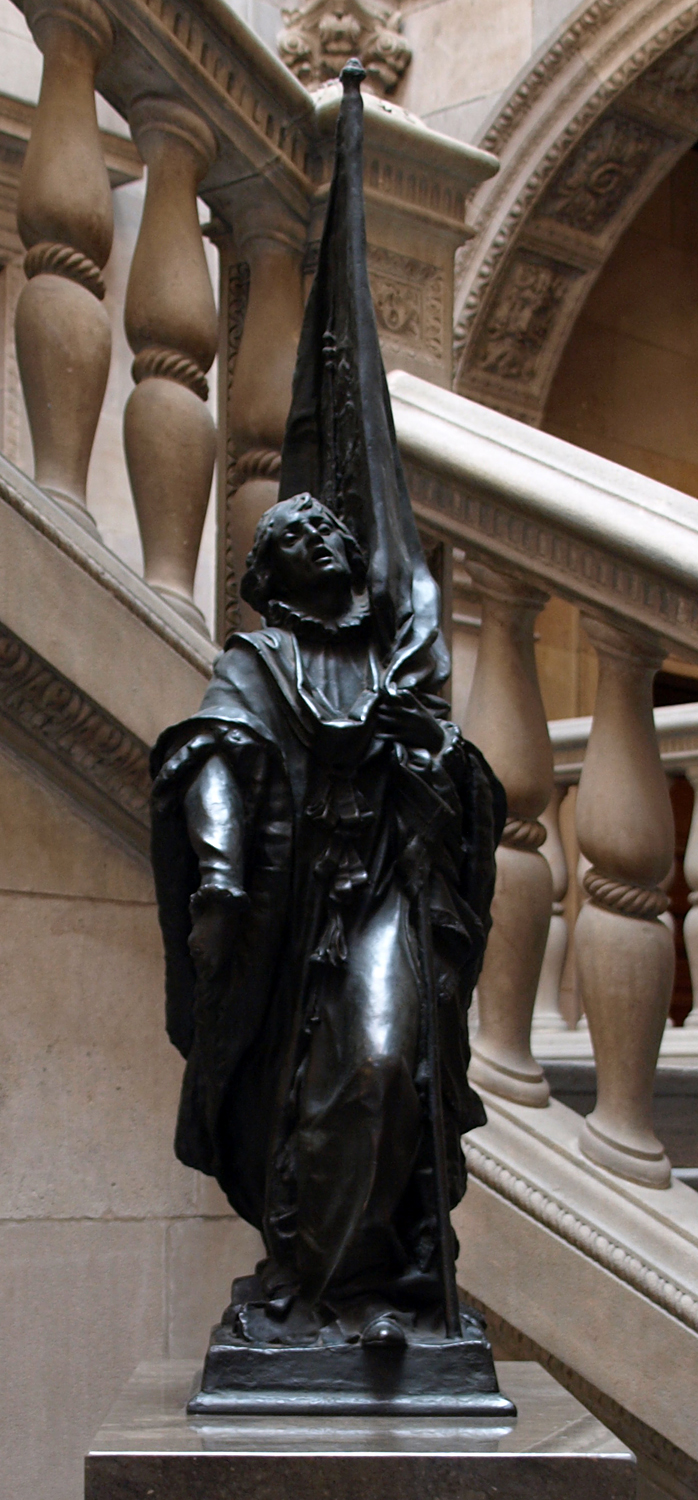
バルセロナ市庁舎内にあるラファエル・カザノバ像

ラファエル・カザノバ・イ・コマス（カタルーニャ語：Rafael Casanova i Comes, 1660年頃 - 1743年5月2日）は、カタルーニャの法学者。スペイン継承戦争中、スペイン王を僭称したオーストリア大公カール・フォン・エスターライヒ（神聖ローマ皇帝カール6世）の支持者であった。

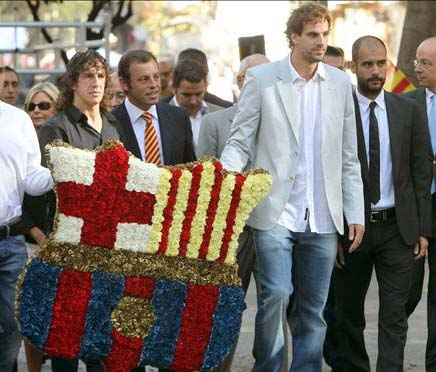
2009年のラ・ディアーダに、カザノバ像に献花するFCバルセロナ関係者。左からカルレス・プジョル、会長サンドロ・ルセイ、FCバルセロナ・バスケットボールクラブのルジェ・グリマウ、FCバルセロナ監督ジョゼップ・グアルディオラ

1714年の第3次バルセロナ包囲戦のさなか、バルセロナの百人議会議長（現在のバルセロナ市長に相当）およびカタルーニャ総司令官として戦った。最後の戦いとなった9月11日、市内へなだれ込もうとするスペイン軍に反撃すべく市民の崇敬を集める聖エウラリアの旗を掲げながらカタルーニャ軍を先導する際に負傷した。カザノバは包囲中において指導者であったのみならず、オーストリアへ亡命していた人々との接触を保ち、1736年に発行されたアウストラシスタ（親オーストリア派）のパンフレット原作者であるとみなされている。戦後、怪我から回復すると弁護士として絶対王政と戦った。
カザノバはカタルーニャ愛国者のアイコンとなっており、最高の愛国者の一人として敬意を払われている。彼を単なるアウストラシスタとみなす人々は、カザノバの偶像化を厳しく批判している。バルセロナ市はアシャンプラ区の通りの1つにカザノバの名をつけ、1888年にはロサンド・ノバスが製作したカザノバ像を設置した。カタルーニャ愛国主義を象徴するものである彼に敬意を表すことは、ミゲル・プリモ・デ・リベーラとフランシスコ・フランコの独裁時代に禁止され、像も撤去されていた。1977年のスペイン民主化後、カタルーニャのラ・ディアーダ（ナショナルデー。毎年9月11日）に、カザノバの銅像やサン・ボイ・デ・リョブレガートにある彼の墓の前で、主要なカタルーニャ機関や団体が献花する光景が見られる。